# پایگاه وستوک
پایگاه وستوک پایگاه تحقیقاتی روسیه (سابقاً شوروی) در قطب جنوب است. کمترین دمای ثبت شده در زمین به میزان −89.2°C در این منطقه بوده‌است.
روسیه هم‌اکنون در حال حفاری در دریاچه وستوک است که انتقاد طرفداران محیط زیست را بر انگیخته است.